# Jrushove
Jrushove (en ucraniano: Грушове; en ruso: Грушёвое, romanizado: Grushevoye) es un asentamiento urbano ucraniano perteneciente al óblast de Lugansk. Situado en el sureste del país, hasta 2020 era parte del área municipal de Krasni Luch, pero hoy es parte del raión de Rovenki y del municipio (hromada) de Jrustalni. Sin embargo, según el sistema administrativo ruso que ocupa y controla la región, Jrushove sigue perteneciendo al área municipal de Krasni Luch.
El asentamiento se encuentra ocupado por Rusia desde la guerra del Dombás, siendo administrado como parte de la de facto República Popular de Lugansk y luego ilegalmente integrado en Rusia como parte de la República Popular de Lugansk rusa.

## Geografía
Jrushove está a orillas del río Miusik, 15 km al sureste de Jrustalni y 50 km al suroeste de Lugansk.

## Historia
Jrushove fue fundado en 1914 como asentamiento de mineros llamado Shajti No. 152 (en ucraniano: шахти № 152).  
La localidad obtuvo su nombre actual en 1958 y en 1969 recibió el estatus de asentamiento de tipo urbano. 
En verano de 2014, durante la guerra del Dombás, los separatistas prorrusos tomaron el control de Shterivka y desde entonces está controlado por la autoproclamada República Popular de Lugansk.

## Demografía
La evolución de la población entre 1989 y 2022 fue la siguiente:
| 1553                                                          | 882 | 882 | 834 | 830 |
| (Fuente: Cities & Towns of Ukraine y UKRAINE: Größere Städte) |     |     |     |     |

Según el censo de 2001, la lengua materna de la mayoría de los habitantes, el 90,5%, es el ruso; del 9,17% es el ucraniano.